# Ryor
Ryor a.s. je česká kosmetická společnost. V roce 1991 ji založila Eva Štěpánková.

## Historie
V roce 1991 založila Ing. Ing. Eva Štěpánková živnost na výrobu parfémů a toaletních přípravků a tím byla založena kosmetická značka Ryor. V roce 1996 Eva Štěpánková založila společnost RYOR s.r.o., která se přeměnila v roce 2003 na akciovou společnost s názvem RYOR Kosmetika a.s. Od července 2003 společnost nese název RYOR a.s. Firma ve svých začátcích vyráběla přípravky pro profesionální ošetření v kosmetických salonech, o rok později vyrábí i kosmetické produkty pro maloobchodní síť. Postupem času se firma rozrůstala; začínala ve dvou zaměstnancích a postupně se jejich počet dostal na 80. Název firmy Ryor vznikl podle první použité parfémové kompozice Rybíz-Oranž, dodnes je tato parfémová kompozice použita v přípravku Exclusive z řady Suchá a citlivá pleť.
Dynamický rozvoj firmy a nárůst sortimentu, a s tím související rozvoj výroby, přispěly k výraznému rozšíření firmy. V roce 1996 byl v Kyšicích u Unhoště v okrese Kladno  vystavěn výrobní areál o rozloze téměř 3000 m² plochy, který po otevření v roce 1997 vyrábí kosmetické výrobky se značkou Ryor. Je zde soustředěna všechna výroba přípravků a jejich prodej.  

### Zakladatelka
Eva Štěpánková se narodila v roce 1945 a vyrůstala v Poděbradech, vystudovala Vysokou školu chemicko-technologickou v Praze. První 4 roky po škole pracovala v různých oborech s chemickým zaměřením, v roce 1971 nastoupila do Ústavu lékařské kosmetiky, kde se začala více specializovat na výrobu a vývoj kosmetiky. Po 17 letech v roce 1988 odešla na mateřskou dovolenou, během této doby se aktivně zapojovala do vývoje produktů pro Státní statek Praha–západ, z nichž jeden získal ocenění Ministerstva průmyslu.
V roce 1991 po ukončení mateřské dovolené se rozhodla, že své nápady už nebude prodávat jiným institucím a založila živnost ve svém rodinném domku na Praze 5 – pod Strahovem.
Velkým zásahem pro firmu bylo onemocnění Evy Štěpánkové v roce 2017, které ji doslova ze dne na den postavilo mimo firmu. Jednalo se zborcení části páteře a následnou nepodařenou rekonvalescenci. Firmu po dobu nemoci vedla dcera Jana Stránská (roz. Štěpánková), která po dvou měsících pobytu své matky v nemocnici ji raději vzala domu, zajistila personál a potřebnou péči. Později Eva Štěpánková uvedla pro časopis Forbes, že nikdy o zdraví nedbala, což se obrátilo proti ní. Po onemocnění se znovu učila v 72 letech chodit. Eva Štěpánková i nadále působí jako jediná majitelka firmy, ale uvědomuje si zodpovědnost nejen vůči firmě, ale i vůči době samé.

## Současnost

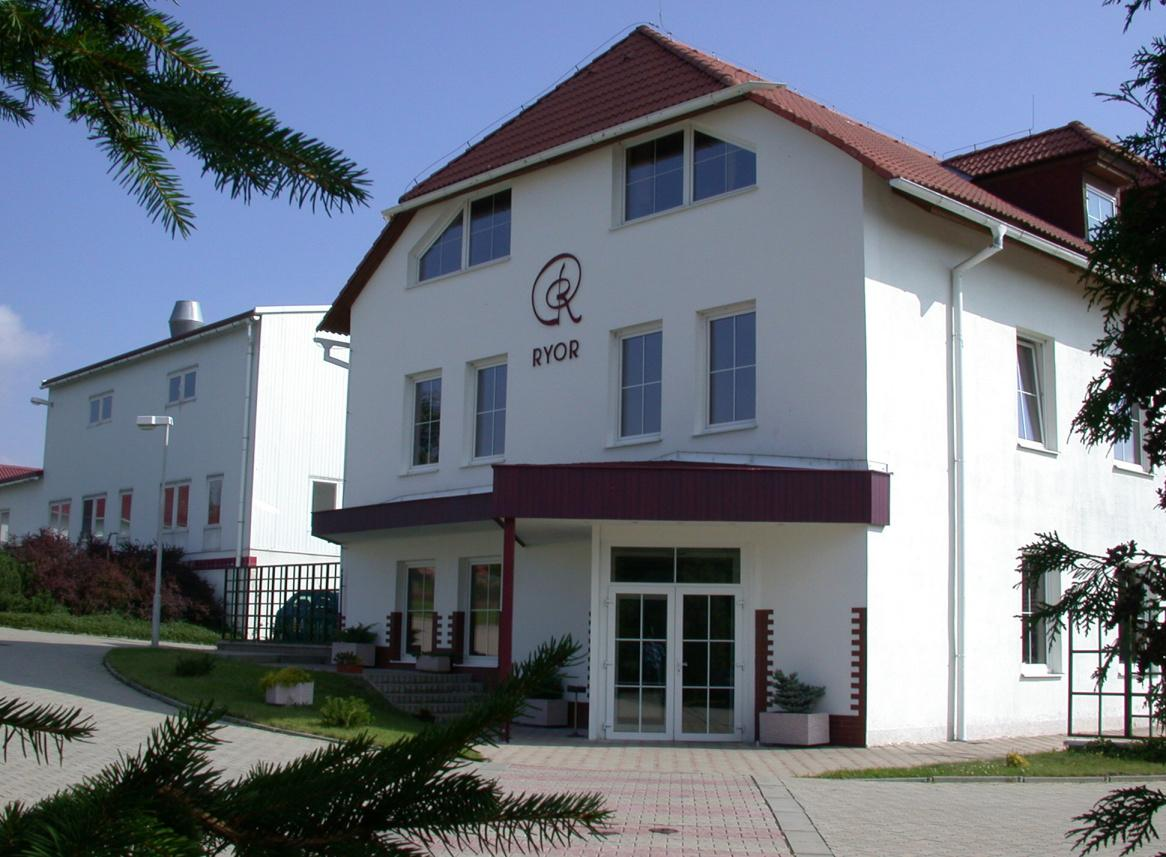
Výrobní areál společnosti Ryor
(Kyšice, okres Kladno)

V roce 2023 vyrábí firma 200 výrobků, z toho přibližně 120 je určených pro maloobchodní síť a 80 určených pro profesionální kosmetické salony.
V roce 2016 uvedla jako jedna z prvních firem v České republice kosmetiku s kanabidiolem (CBD), který je získáván z technického konopí.
Před několika lety vstoupila firma na trh i s dekorativní kosmetikou, zejména make-upy a podkladovou bází.
Firma se od začátku svého působení zaměřuje i tzv. obrácené/reverzní emulze, které jsou poměrně složité z hlediska technologii výroby.
Má přibližně pětiprocentní podíl na českém trhu kosmetických přípravků. Produkty vyváží do více než 20 zemí světa. Na export směřuje deset procent produkce. Především na Slovensko, dále do zemí bývalého Sovětského svazu, Austrálie, USA, Německa, Norska, Mexika.

### Zážitkové prodejny
Firma Ryor má prodejnu v Praze na Národní třídě v Pasáži Metro a na Praze 6 v Dejvicích v ulici Jugoslávských partyzánů. Jako třetí vybudovala prodejnu v Poděbradech v ulici Komenského. Po roce 2020 začala rozšiřovat síť svých prodejen rychlejším tempem z důvodu větší soběstačnosti, a tak postupně vznikly prodejny v Brně, Liberci, Plzni a Hradci Králové. Disponuje také podnikovou prodejnou ve výrobním areálu v Kyšicích.

### Export
Firma Ryor se také snaží expandovat do zahraničí. Mezi její klienty se počítají obchodní partneři v Rusku, na Ukrajině, Bulharsku, Německu, Řecku, Nizozemsku, Španělsku, Finsku, Norsku, Velké Británii, Irsku, USA, Arabských emirátech a další.

## Ocenění firmy Ryor
- 1995 – produktům (konkrétně 6 produktům – Lipozomové gely a Koupelové oleje) Ryor bylo uděleno právo používat prestižní označení Czech Made (český výrobek).
- 1997 – výrobky exkluzivní řady Exory získaly ocenění Obal roku (uděleno Obalovou asociací SYBA).
- 1999 – výrobky exkluzivní řady Exory získaly čestné ocenění Zlatá Incheba za kvalitu a design (čestné ocenění při příležitosti Mezinárodního veletrhu Incheba 1999) – 3 výrobky Exory.
- 2003 – Ocenění řady Body Form maloobchod za kvalitní ucelenou řadu přípravků včetně kvalitního, uceleného a seriózního přístupu k zákazníkovi, Be-well Produkt Award.
- 2003 – Ocenění řady Body Form profesional za kvalitní ucelenou řadu přípravků pro profesionální použití včetně kvalitního komplexního servisu pro kosmetičky, Be-well Produkt Award (Mezinárodní odborný kosmetický veletrh).
- 2004 – Produkty řady Body Form získaly ocenění Obal roku (uděleno Obalovou asociací SYBA).
- 2005 – Produkty Luxury Care získaly ocenění Obal roku (uděleno Obalovou asociací SYBA).
- 2005 – Ocenění řady Luxury Care za širokou, ale přehlednou nabídku výrobků řady Luxury Care, využívajících klasických i zcela nových ingrediencí v množstvích mimořádných a moderních aplikačních formách, Be-well Produkt Award (Mezinárodní odborný kosmetický veletrh).
- 2006 - Ocenění Kolekce výrobků Ryoherba, za řadu výrobků využívajících přírodní suroviny, zejména extrakt z grepových jader a mořské řasy, a představující kompletní kosmetickou péči, BEPPA.
- 2007 – Ocenění výrobku Dvoufázová odličovací emulze za nejlepší výrobek roku, vyhlášený Asociací vizážistů a stylistů České republiky, AVS-ČR.
- 2007 – Ocenění výrobku Kaviderm – na redukci kruhů a váčků pod očima, za využití kombinace účinných látek, zejména přírodních, ve výrobku a za přehlednou informaci pro spotřebitele, BEPPA.
- 2007 – Ocenění výrobku Intenzivní ošetření pleti, za nový design zdůrazňující zelenou filozofii značky Ryor, BEPPA.
- 2007 – Ocenění výrobku Mast Karité, za mimořádnou využitelnost výrobků díky složení z přírodních látek a za věcnou informaci pro spotřebitele, BEPPA.
- 2008 – Ocenění výrobků Caviar Care, krém denní, noční a oční, za luxusní řadu Caviar Care s látkám i pokožce vysoce prospěšnými z hlediska obsahu a za zkrášlení obalu převedením povinných údajů na připojenou informaci, BEPPA.
- 2009 – Ocenění výrobku Sprchový gel s levandulí, oceňuje se jemná vůně levandule, která kromě svých vlastností antiseptických, se příjemně pojí s vůní lidské pokožky, BEPPA.
- 2009 – Ocenění výrobků Řada BIO RYOR Care, za vysoce kvalitní novou sestavu základní péče o pleť při respektování BIO zásad pro výběr surovin a ekologických požadavků na obal, BEPPA.
- 2011 – ocenění na veletrhu Interbeauty Prague ZLATÝ POHÁR 2011 za inovativní kosmetickou výrobkovou řadu MOŘSKÉ ŘASY.[7]